# Station Gerrards Cross
Gerrards Cross is een spoorwegstation van National Rail in Gerrards Cross, South Bucks in Engeland. Het station is eigendom van Network Rail en wordt beheerd door Chiltern Railways. Het station is geopend in 1906.

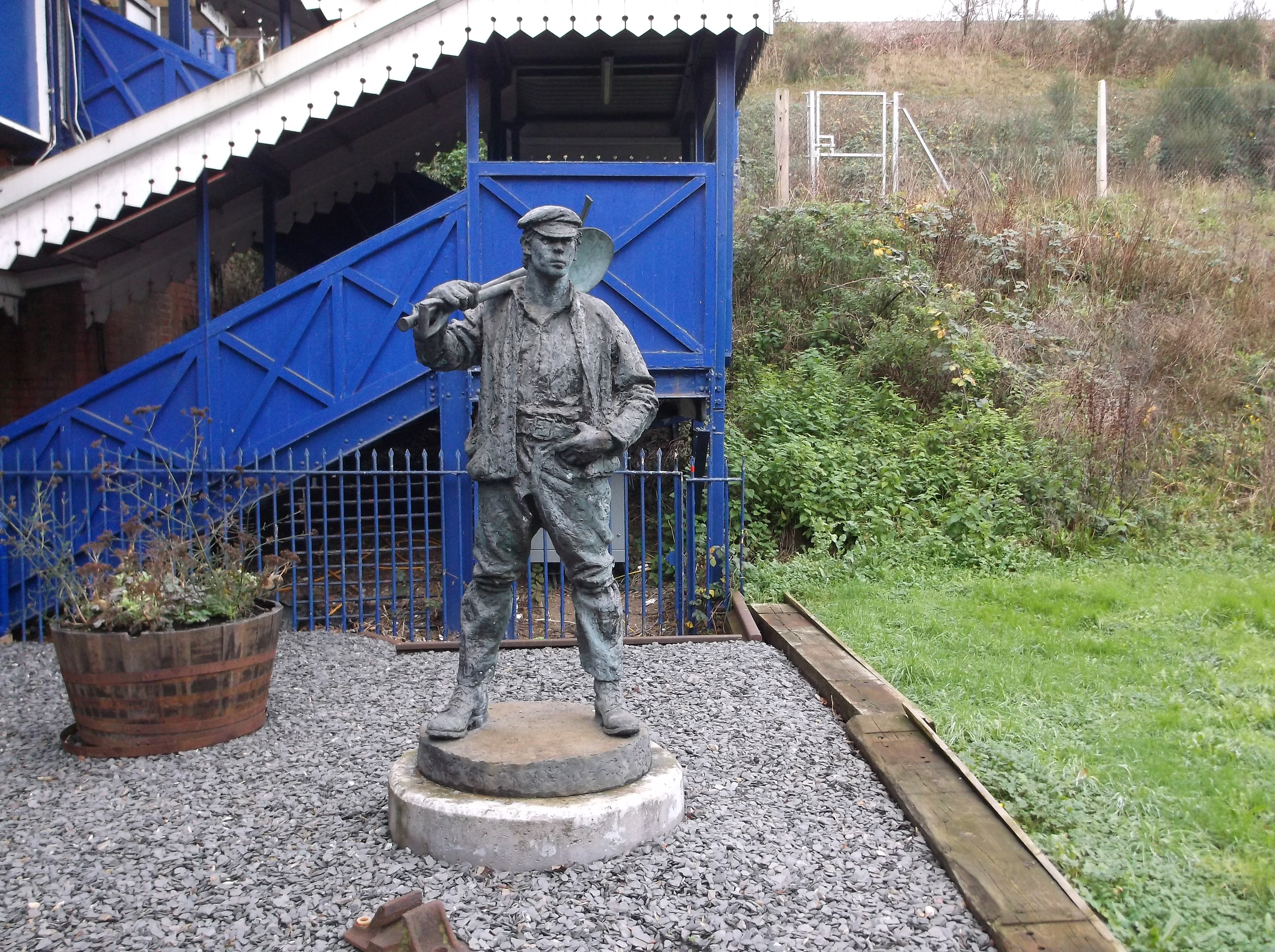
Standbeeld van "navvy"